# Vi lever
Vi lever er en film fra 1993, som er produceret af ægteparret instruktør Frank Marshall og producer Kathleen Kennedy. Filmen er baseret på Piers Paul Reads bog fra 1974, Alive: The Story of the Andes Survivors, som var baseret på interviews med de overlevende fra flystyrtet d. 13. oktober 1972, af Uruguayan Air Force Flight 571.

## Historien
Filmen handler om det uruguyanske rugbyhold fra Stella Mari's College, samt deres familie og venner, som var om bord på Uruguyan Air Force Flight 571, som forulykkede i Andesbjergene og hvordan de overlevende må ty til kannibalisme for at overleve.

## Plot
Et uruguyansk rugbyhold fra Stella Mari's College rejser med Uruguayan Air Force Flight 571, for at spille en kamp i Chile. Under overflyvningen af Andesbjergene rammer flyet dog en bjergtinde i Andesbjergene, hvorved halen og bagenden brækker af, således at flere passagerer slynges ud af kabinen. Vraget glider ned af en bjergside, hvor det til sidst stopper. I selve flystyrtet dør 12 ud af de 45 om bord, heriblandt piloterne.
De overlevende har kun få madvarer, og må dele det op mellem sig for at få maden til at række indtil de undsættes. Forsyningerne slipper imidlertid op inden de bliver undsat, og de resterende overlevende beslutter at spise de døde for at overleve. Til at starte med er nogle imod kannibalismen, men tilslutter sig efterhånden som det går op for dem, at det er deres eneste mulighed for at overleve. 
Kort efter rammes flyvraget, som de overlevende bruger til at sove i, af en lavine, som dræber otte. Da de overlevende tidligere har observeret eftersøgningsfly som ikke opdagede dem, besluttes det at et hold skal sendes af sted for at finde ud af bjergene og søge hjælp. To mand sendes af sted, og efter at have gået i 12 dage lykkes det dem at finde ud af Andesbjergene og søge hjælp. Der sendes helikoptere for at samle de resterende 14 overlevende op, og de ses jublende ved flyvraget. 
Umiddelbart før rulleteksterne dedikeres filmen til de 29 som døde på bjerget, og de 16 som overlevede.